# Boeing B-52 Stratofortress
Боїнг B-52 «Стратофортресс» (англ. Boeing B-52 Stratofortress — стратосферна фортеця) — американський багатофункціональний важкий наддалекий стратегічний бомбардувальник-ракетоносець компанії Боїнг, що перебуває на озброєнні ПС США з 1955 року.
Цей літак прийшов на зміну B-36 та B-47. На дозвуковій швидкості на висотах до 15 кілометрів він здатний нести різні види зброї, у тому числі ядерну. Основне завдання, для якого розроблявся B-52 — доправити дві термоядерні бомби великої потужності до будь-якої точки СРСР.
B-52 є абсолютним рекордсменом дальності серед бойових літаків. Це також один із двох (разом з Ту-95) літаків, які перебувають на службі неперервно понад півстоліття. Незважаючи на те, що B-52 розроблявся в 50-х роках під вимоги холодної війни, він, як і раніше, залишається основним літаком дальньої авіації американських повітряних сил і збирається залишатися таким. Бомбардувальники B-52 залишатимуться в строю до 2040 року, доки не будуть замінені бомбардувальниками нового покоління B-21.
Зараз на службі Повітряних сил США перебуває 85 одиниць, 9 знаходяться в резерві. Водночас, Конгрес США має плани відновити близько трьох десятків бомбардувальників B-52H Stratofortres для можливості використання ядерного озброєння — йдеться про ті літаки, які були переобладнані для експлуатації лише звичайних боєприпасів у рамках Договору між РФ та США щодо скорочення та обмеження стратегічних наступальних озброєнь СНО-ІІІ. Роботи з відновлення бомбардувальників мають стартувати вже на початку 2026 року.

## Експлуатація

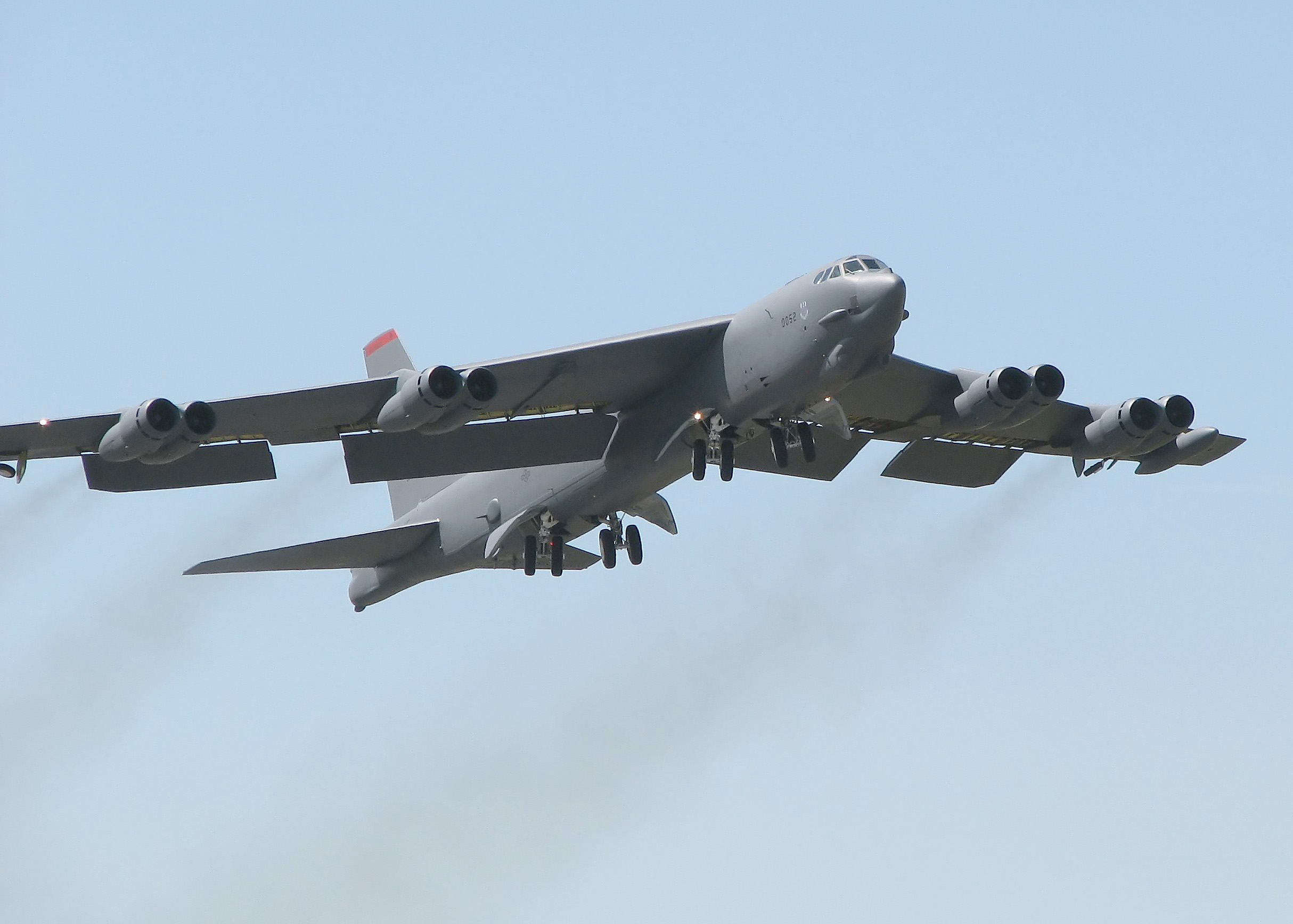
B-52H на зльоті

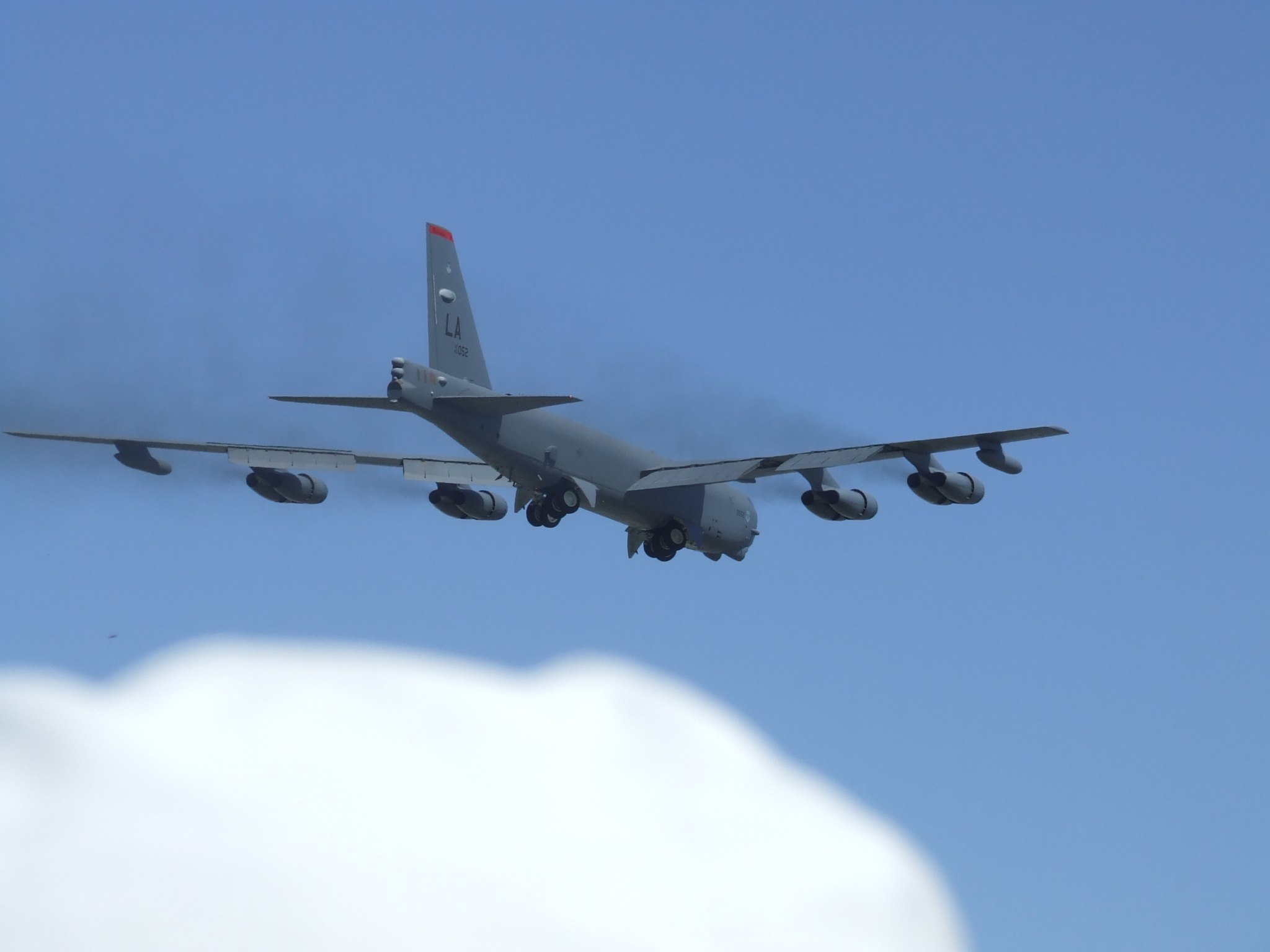
B-52H на RAF Fairford, 2006

- 14 лютого 1951 року з компанією «Боїнг» було підписано перший контракт на виготовлення 13 бомбардувальників В-52А і 17 знімних розвідувальних контейнерів.
- 12 березня 1956 року перший підрозділ, оснащений літаками B-52B — 93 бомбардувальне крило (93rd BW) на авіабазі Кастл (Castle) в Каліфорнії досяг оперативної готовності.
- 21 травня 1956 року[9] на атолі Бікіні з бомбардувальника В-52B з серійним номером 52-0013 була скинута перша американська термоядерна бомба Mk.15.
- 24—25 листопада 1956 року чотири В-52В з 93 бомбардувального крила (93rd BW) та чотири B-52C з 42 бомбардувального крила (42nd BW) зробили безпосадковий політ дальністю 27000 км навколо Північної Америки через Північний полюс.
- 16—18 січня 1957 року три В-52B зробили навколосвітній переліт з декількома дозаправленнями в повітрі від літака-заправника, пролетівши 39165 км за 45 годин 19 хвилин при середній швидкості близько 850 км/г.
- 10—11 січня 1962 року В-52Н встановив світовий рекорд дальності польоту без дозаправлення в повітрі, зробивши переліт за маршрутом: авіабаза Кадена, Острів Окінава, Японія — авіабаза Torrejon, Іспанія дальністю 20177 км за 22 години 9 хвилин.
- 15 грудня 2006 року літак В-52Н із серійним номером 61-0034 здійснив політ тривалістю 7 годин з використанням двигунами синтетичного пального.

Станом на 1963 рік на озброєнні перебувало 650 літаків В-52 різних модифікацій, розміщених на 38 авіабазах. B-52 стояли на озброєнні 42 ескадрильї САК США. До 1978 року парк літаків скоротився до 574 одиниць. Літаки модифікацій У-52B/C/D/F знімалися з озброєння з 1965 по 1984 рік. Станом на 1988 рік у різних авіакатастрофах було втрачено 71 літак. Наприкінці 80-х років 69 бомбардувальників B-52G, які не пройшли модернізацію як носії AGM-86B, були переоснащені на доправлення неядерної зброї.
У зв'язку із закінченням холодної війни 1991 року припинене постійне бойове чергування стратегічних бомбардувальників B-52. До початку 1992 року на озброєнні ПС США залишалися 159 B-52G та 95 B-52H, всього 254 літаки. 1994 року відповідно до американо-російських угод про скорочення озброєнь всі літаки модифікації B-52G були зняті з озброєння. У Стратегічного авіаційного командування залишилися лише 85 літаків модифікації B-52H. З липня 2008 року розпочато скорочення парку літаків B-52H на 18 одиниць (по 1 літаку кожні 2 тижні). У ПС США залишиться 68 бомбардувальників B-52, які будуть використовуватися до 2040 року. 44 з них планують залучати для вирішення бойових завдань у локальних конфліктах. Середній вік літаків — 47,8 років.

### Модернізації
- Blue Band (1957 рік), модернізація паливної системи двигуна J57-P-43W;
- Hard Shell (1958 рік), модернізація паливної системи двигуна J57-P-43W;
- QuickClip (1958 рік), осучаснення паливної системи двигуна J57-P-43W;
- Golly-Well (1964 рік), модернізація авіоніки: встановили нову систему бомбометання AN/ASQ-38;
- ECP 1050 (1965 рік), посилення крила;
- MADREC (Malfunction Detection and Recording)  (1965 рік), установка системи контролю несправностей;
- ECP 1185 (1966 рік), заміна обшивки фюзеляжу та лонжеронів;
- ECP 1195 (1967 рік), осучаснення систем контролю польоту (Stability Augmentation and Flight Control program);
- Rivet Rambler (1971 рік), модернізація систем РЕБ;
- Rivet Ace (1973 рік), модернізація систем РЕБ;
- Pacer Plank (1977 рік), дообладнання 99 літаків B-52G та 96 B-52H як носіїв крилатих ракет AGM-86B. Переробка проводилася з 1984 по 1990 рік.

У вересні 2021 року Повітряні сили США уклали контракт з компанією Rolls-Royce на заміну турбовентиляторних двигунів Pratt & Whitney TF33-PW-103 на нові RR F130 на бомбардувальниках B-52H та постачання допоміжного обладнання вартістю 2,6 мільярда доларів.
Американський підрозділ компанії Rolls-Royce America поставить 608 двигунів — по вісім на кожен з 76 бомбардувальників В-52Н ПС США.

### Оператори
Станом на 2016 р. у складі ПС США було 76 літаків B-52H. Ними озброєні наступні ескадрильї:
- 2-ге бомбардувальне авіаційне крило (20 і 96 авіаційні ескадрильї), Барксдейл, Луїзіана — 22 літаки.
- 5-те бомбардувальне авіаційне крило (23 і 69 авіаційні ескадрильї), Майнот, Північна Дакота — 22 літаки
- 307-ме бомбардувальне авіаційне крило (93 ескадрилья) Резервного командування ПС (навчально-бойова), Барксдейл, Луїзіана — 18 літаків.

Решта літаків знаходяться в резерві чи використовуються для різних тестів.
В 2015 році вперше було відновлено з резерву літак B-52H «Ghost Rider».
25 березня 2021 року ПС США повідомили про завершення процесу відновлення з резерву другого B-52H «Wise Guy». Літак поступив на озброєння 5-го авіаційного крила.
Таким чином, загальна кількість літаків B-52, що перебувають на озброєнні ПС США зросла до 76 одиниць.

## Участь у збройних конфліктах

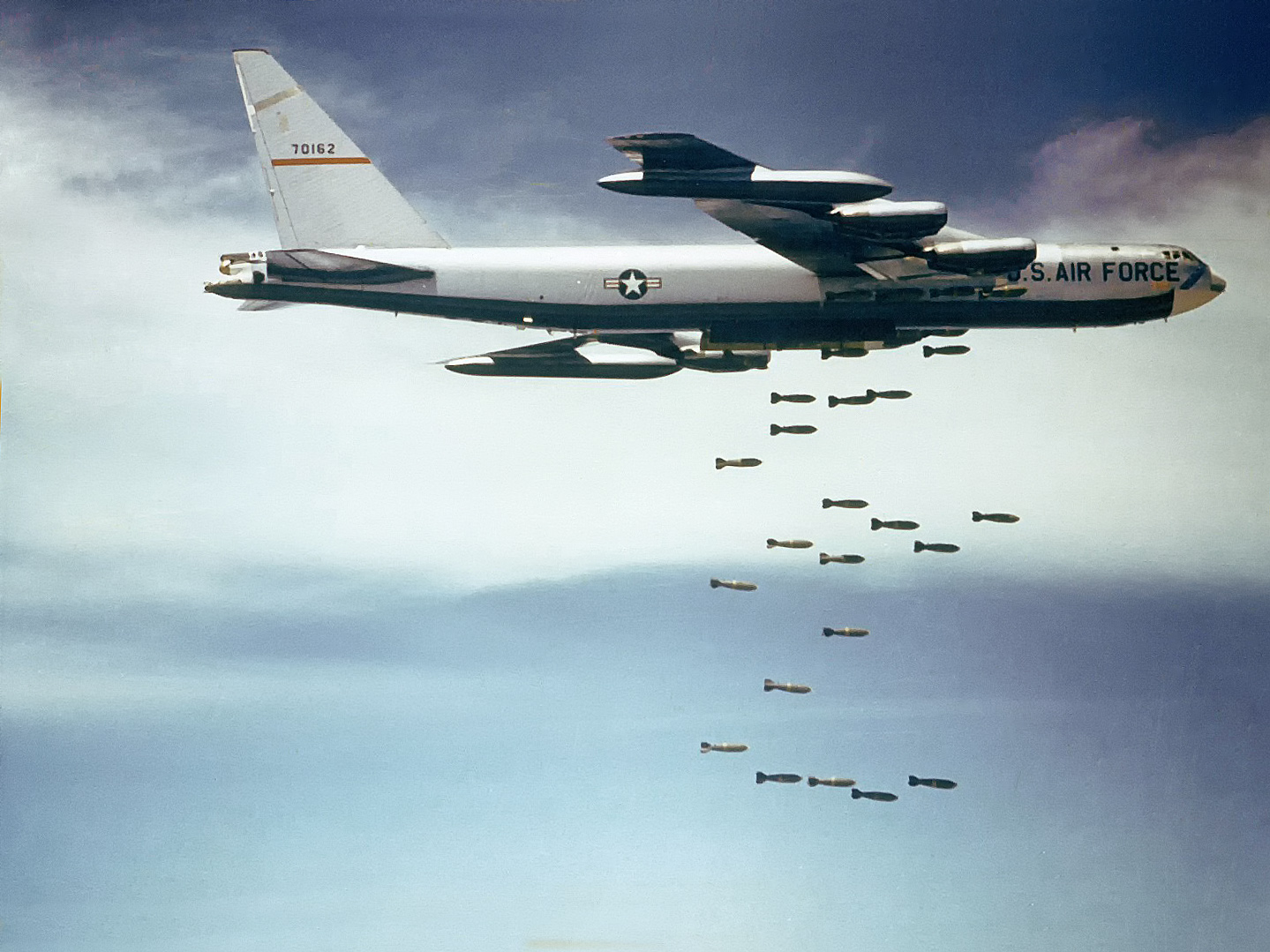
B-52F скидає бомби Mk 117 750 lb (340 кг) під час В'єтнамської війни. Фото 1965—1966 рр.

### Війна у В'єтнамі (1965—1973)
Бомбардувальники B-52 активно застосовувалися у війні в Індокитаї. Під час масованих бомбардувань під час операції Linebacker II 1972 року бомбардувальники В-52 за 12 днів здійснили 729 бойових вильотів та скинули 15237 т бомб по Ханою, Хайфонгу та інших цілях на території Північного В'єтнаму. У цій операції були збиті зенітними ракетами 15 B-52.
За час війни кулеметниками В-52D було заявлено про знищення двох в'єтнамських винищувачів МіГ-21: 18 грудня 1972 та 24 грудня 1972. Останній бойовий виліт бомбардувальників B-52 відбувся 15 серпня 1973 року.
Загалом за сім років війни літаки B-52 здійснили 126 тисяч вильотів, було втрачено 30 бомбардувальників (з них 16 — у результаті дій зенітних ракет супротивника, 2 — збиті винищувачами Міг-21 27 та 28 грудня 1972 р., інші втрати належать до небойових).

### Війна в Перській затоці (1991)
У війні в зоні Перської затоки 1991 року брали участь 70 бомбардувальників B-52G, які зробили 1624 бойових вильоти. Один літак був ушкоджений через вибух ракети AGM-88 HARM, ракета випущена дружнім літаком перенацілилась на випромінювання радіолокаційної станції керування вогнем хвостової турелі. Після цього всі турелі на B-52 було демонтовано.

### Операції «Удар в пустелі» (1996) та «Лисиця пустелі» (1998)
1996 року під час операції «Удар у пустелі» два бомбардувальники B-52H випустили 13 крилатих ракет AGM-86C по електростанціях та станціях зв'язку в Багдаді, зробивши при цьому 34-годинний політ за замкнутим маршрутом: авіабаза Andersen — острів Гуам.

### Вторгнення в Ірак (2003)
У ніч на 21 березня 2003 року під час операції Iraqi Freedom В-52Н випустили близько 100 крилатих ракет AGM-86C по Іраку.

## Модифікації

### Прототипи
XB-52 (Model 464-67)

| Фінансовий рік | Модель B-52 | Модель B-52 | Модель B-52 | Модель B-52 | Модель B-52 | Модель B-52 | Модель B-52 | Модель B-52 | Випуск | Випуск  |
| Фінансовий рік | A           | B           | C           | D           | E           | F           | G           | H           | На рік | Загалом |
| -------------- | ----------- | ----------- | ----------- | ----------- | ----------- | ----------- | ----------- | ----------- | ------ | ------- |
| 1954           | 3           |             |             |             |             |             |             |             | 3      | 3       |
| 1955           |             | 13          |             |             |             |             |             |             | 13     | 16      |
| 1956           |             | 35          | 5           | 1           |             |             |             |             | 41     | 57      |
| 1957           |             | 2           | 30          | 92          |             |             |             |             | 124    | 181     |
| 1958           |             |             |             | 77          | 100         | 10          |             |             | 187    | 368     |
| 1959           |             |             |             |             |             | 79          | 50          |             | 129    | 497     |
| 1960           |             |             |             |             |             |             | 106         |             | 106    | 603     |
| 1961           |             |             |             |             |             |             | 37          | 20          | 57     | 660     |
| 1962           |             |             |             |             |             |             |             | 68          | 68     | 728     |
| 1963           |             |             |             |             |             |             |             | 14          | 14     | 742     |
| Total          | 3           | 50          | 35          | 170         | 100         | 89          | 193         | 102         | 742    | 742     |

Перший прототип B-52. Серійний номер 49-230, завод Boeing Seattle (Вашингтон). Двигуни 8 × J57-PW-1. З краплеподібним ліхтарем кабіни (типу «тандем»). Побудований один зразок в 1951—1952 роках. Перший політ здійснив 2 жовтня 1952 року, пізніше другого прототипу.
YB-52 (Model 464-67)Другий прототип B-52. Серійний номер 49-231, завод Boeing Seattle (Вашингтон). Двигуни 8 × J57-PW-1. З краподібним ліхтарем кабіни (типу «тандем»), повним складом БРЕО. Виготовлений один зразок 1952 року. Перший політ здійснив 15 квітня 1952 року за маршрутом Renton Field Рентон (штат Вашингтон) — авіабаза Ларсон. Політ тривав 2 години 21 хвилину. Літак пілотував тест-пілот компанії Боїнг Alvin M. Johnston та підполковник ПС США Guy M. Townsend.

### B-52A (Model 464-201-0)

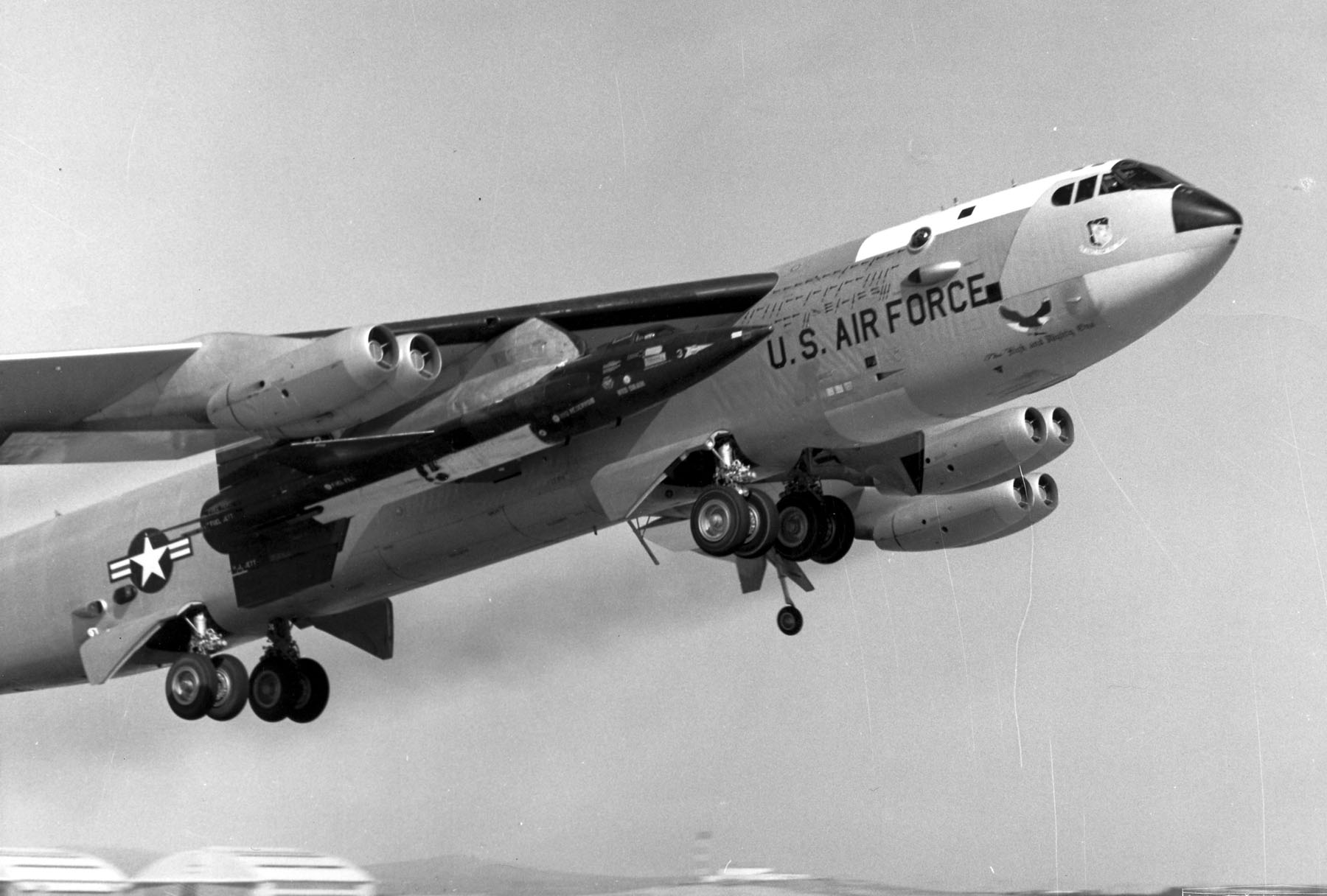
NB-52A з ракетопланом X-15

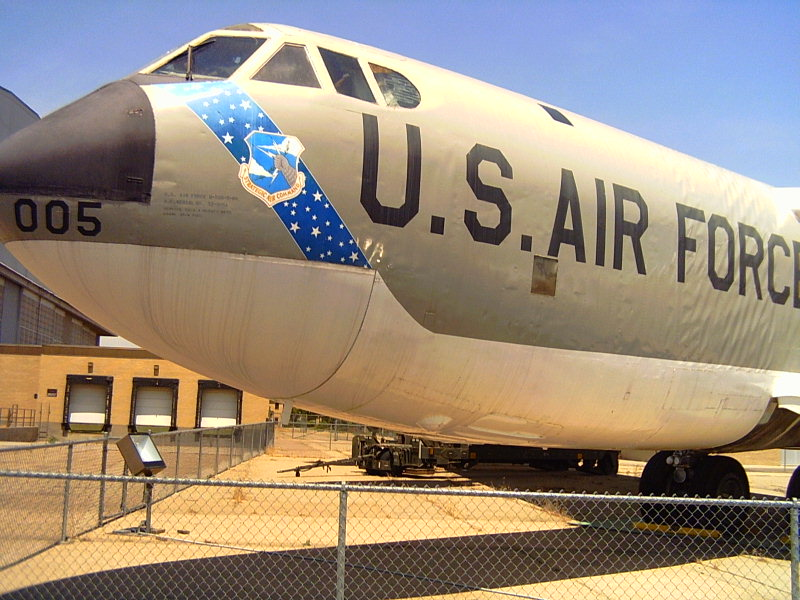
RB-52B із власним ім'ям Balls 5 в музеї.

Перша виробнича серія. Було збудовано 3 літаки 1954 року, серійні номери: 52-001…52-003, завод Boeing Seattle (Вашингтон). Двигуни 8 × J57-PW-9W, з тягою по 4500 кгс. Від прототипу відрізнялися дуже зміненою носовою частиною: пілотів розмістили пліч-о-пліч, а не один за одним; подовжили на 53 см ніс літака для обладнання та додали 6-го члена екіпажу. У хвості розмістили чотириствольну кулеметну башту з 12,7 мм кулеметами та системою керування вогнем. Була встановлена система впорскування водометанолової суміші з 1363 літровим баком для підвищення потужності двигунів. Під кожною консоллю літак ніс 3785-літровий паливний бак для зменшення коливань крила. Перший політ відбувся 5 серпня 1954 року. Прийняті на озброєння 1955 року.
NB-52AОстанній B-52A із серійним номером 52-003 був переобладнаний на дослідний літак-носій NB-52A ракетоплана North American X-15 1959 року. Програма переоснащення коштувала 2 мільйони доларів. Літак був обладнаний пілоном під правим крилом між фюзеляжем та внутрішньою парою двигунів, з правого закрилка була вирізана ділянка розміром 1,8 × 2,4 м для розміщення хвостової частини ракетоплана. У бомбовому відсіку були встановлені баки для зрідженого кисню, яким заправлявся X-15 перед стартом. Перший пуск North American X-15 був проведений 10 березня 1959 року. Всього літак виконав 199 польотів за програмою досліджень, з яких 59 з ракетопланом X-15.

### B-52B (Model 464-201-3)
Перша модифікація, яка була прийнята на озброєння ВПС США 29 червня 1955 року. Побудовано 50 літаків, серійні номери: 53-373…53-376, 53-380…53-398, завод Boeing Seattle (Вашингтон). Двигуни 8 × J57-PW-19W, з тягою по 5490 кгс (без впорскування води — 4762). Літаки мали незначні поліпшення в силовий установці та бортовому обладнанні. Перший політ літака із серійним номером 52-8711 відбувся 29 червня 1952 року. Першим підрозділом, який отримав B-52B стало 93-тє бомбардувальне крило (93rd BW) на авіабазі Кастл (Castle) в Каліфорнії, а операційної готовності крило досягло 12 березня 1956 року. У цій версії було здійснено кілька незначних змін у двигунах та авіоніці. Однак станом на середину 1956 року через призупинення тренувань після катастрофи в лютому, в авіакрил не було боєготових екіпажів B-52B. Усі бомбардувальники модифікації B-52B були зняті з озброєння до червня 1966 року. Сім бомбардувальників були дообладнані до варіанту B-52C за проєктом Sunflower.
RB-52B
27 з 50 побудованих B-52B були переобладнані в 1955—1956 роках як носії розвідувального контейнера в бомбовідсіку, серійні номери: 52-004…52-013, 52-8710…52-8716, 53-366…53-372, 53-377…53-379, завод Boeing Seattle (Вашингтон). Двигуни 8 × J57-P-3. Екіпаж літака збільшувався до 8 осіб. У контейнері вагою 136 кг були розміщені приймачі радіовипромінювання, фотокамери K-36, K-38 та T-11, А також крісла, для катапультації вертикально вниз двох операторів розвідувального обладнання. Установка контейнера тривала 4 години.
NB-52B

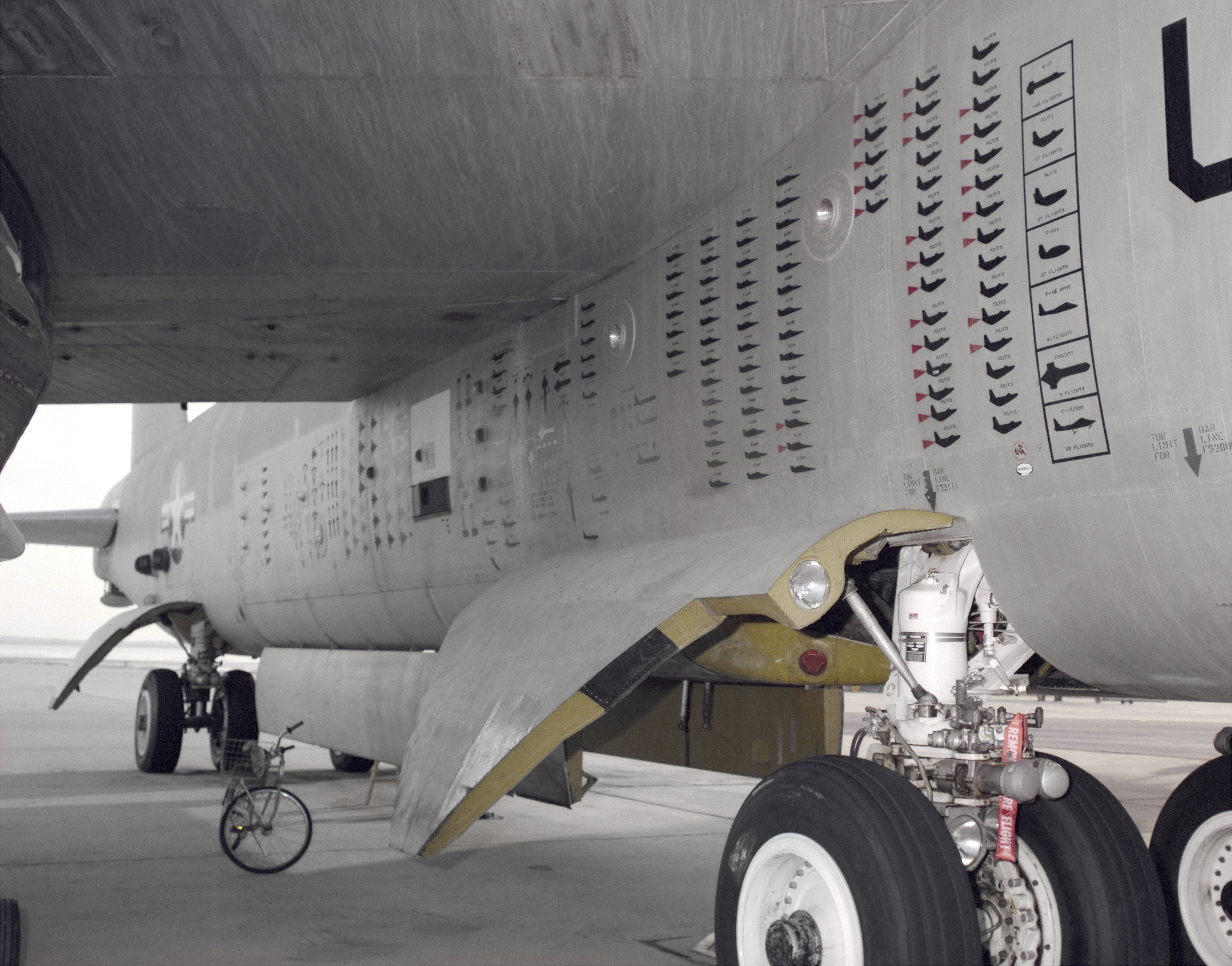
Борт NB-52B з відмітками виконаних дослідницьких польотів.

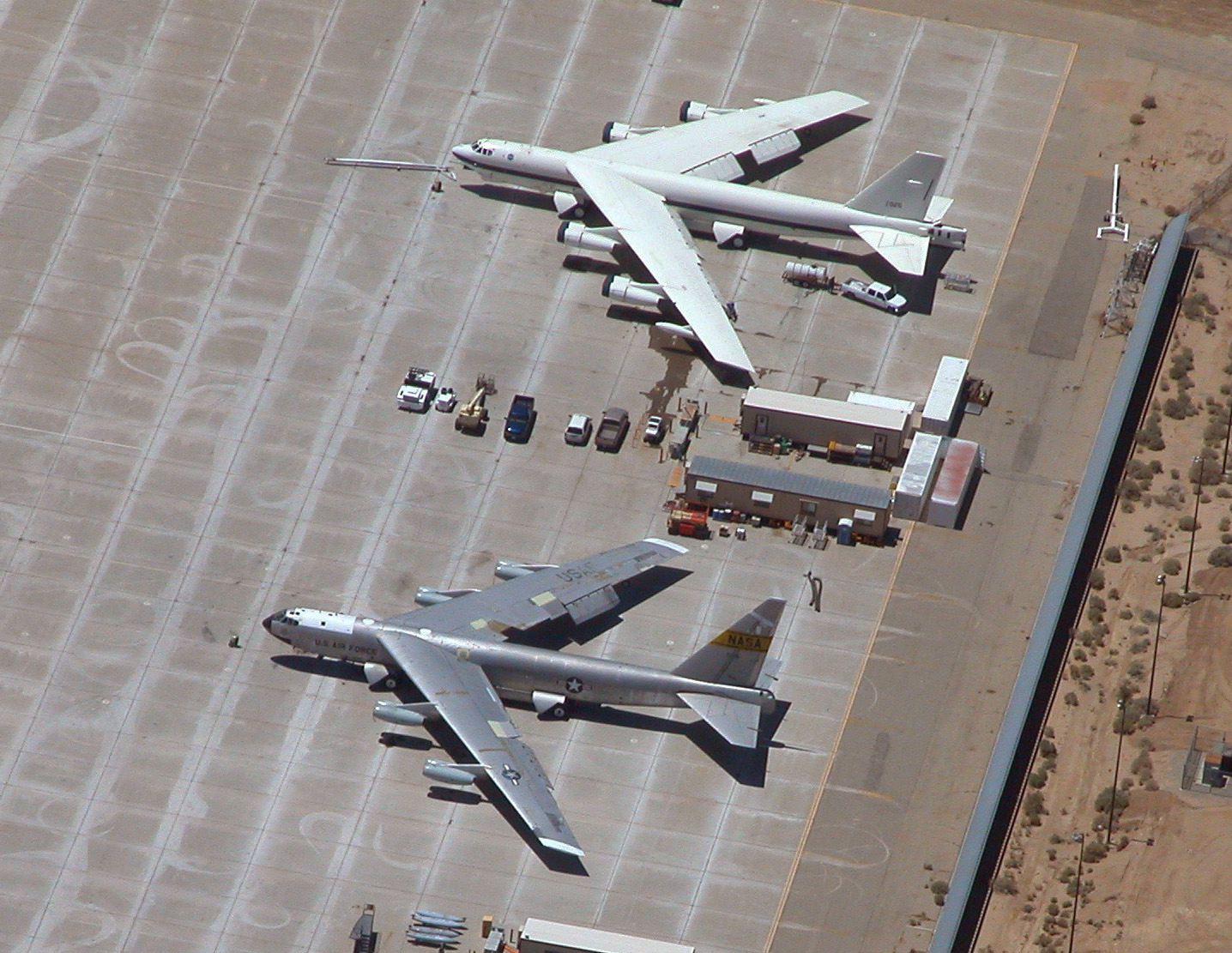
NB-52B Balls 8 НАСА (нижче) і його наступник B-52H на злітно-посадковій смузі авіабази «Едвардс»

1967 року B-52B з серійним номером 52-0008 був переобладнаний у дослідницький літак-носій ракетоплана North American X-15 за програмою вартістю 2 мільйони доларів. З літака було проведено понад 100 пусків ракетоплана. Бомбардувальник, що отримав власне неофіційне ім'я «Balls 8», використовувався НАСА до 17 грудня 2004 року, поки не був замінений модифікованим B-52H.

### B-52C (Model 464-201-6)

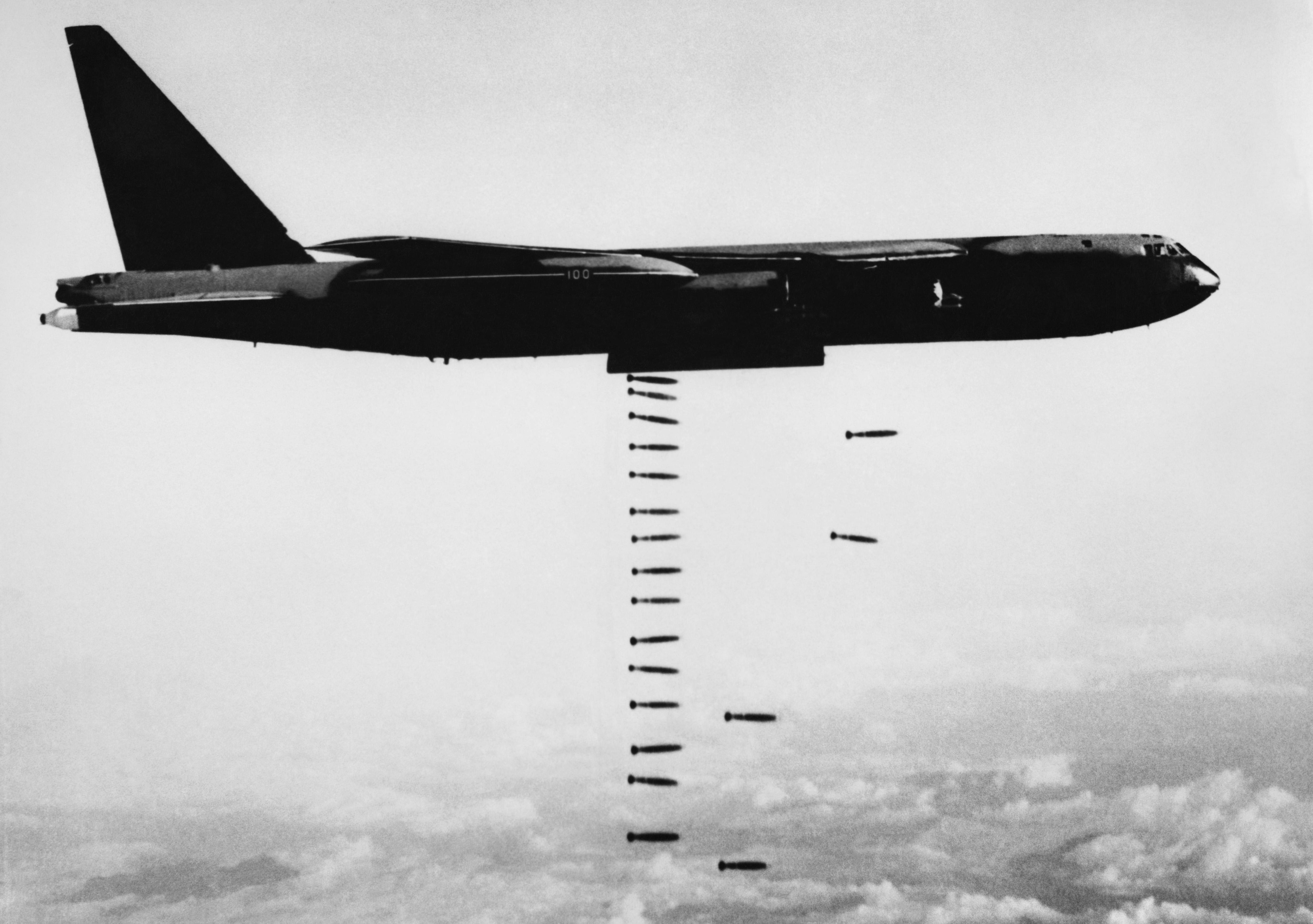
B-52D скидає бомби 500-lb

Побудовано 35 літаків цієї моделі в 1955—1956 роках, серійні номери: 53-399..53-408, 54-2664..54-2688, завод Boeing Seattle (Вашингтон). Двигуни 8 × J57-PW-19W. Літак мав велику дальність польоту завдяки збільшеному об'єму підкрильних баків (загальний запас палива склав близько 158000 літрів). Злітна вага збільшилася на 13 605 кг і становила 204 000 кг. Нижні поверхні крила та фюзеляжу були пофарбовані в білий колір для зниження впливу на літак світлового випромінювання ядерного вибуху. Перший політ літак зробив у червні 1956 року. У 1959—1963 роках літаки були модернізовані за проектом Big Four. Бомбардувальники дістали можливість виконувати політ на малих висотах у будь-яких погодних умовах, озброєння було доповнено ракетами AGM-28 Hound Dog, також літак став носієм мішеней ADM-20 Quail і отримав вдосконалені системи РЕБ. Останній В-52С був виведений з бойового складу ПС США 29 вересня 1971 року.
JB-52C
2 літака В-52С були обладнані для випробувань засобів РЕБ.
RB-52CРідковживана абревіатура для позначення літаків здатних носити розвідувальний контейнер аналогічно літаку RB-52B.

### B-52D (Model 464-201-7)
Спеціалізований бомбардувальник без розвідувальної апаратури. Побудовано 170 літаків в 1955—1957 роках: 101 літак на заводі Boeing Seattle (Вашингтон), серійні номери: 55-068…55-117, 56-580…56-630 та 69 літаків на заводі Boeing Wichita (Канзас), серійні номери: 55-049…55-067, 55-673..55-680, 56-657…56-698. Двигуни 8 × J57-PW-19W. Перший політ зробив у грудні 1956 року. У 1959—1963 роках літаки були модернізовані за проектом Big Four, аналогічно модифікації B-52C. Модифікація Big Belly дозволила літаку нести велику кількість бомб для килимових бомбардувань В'єтнаму: 24×227 кг або 340 кг бомб на зовнішній підвісці, 84×227 кг або 42×340-кг бомб у бомбовідсіку замість 27×227 кг і 27×350 кг бомб. Бомбове навантаження літака склало 27 215 кг. Нижні поверхні літаків, відправлених до В'єтнаму, були пофарбовані в чорний колір для зниження помітності в нічний час доби. 1977 року на 80 літаках були оновлені конструктивні елементи за проектом Pacer Plank, модернізація була проведена на заводі Boeing Wichita (Канзас). Бомбардувальники B-52D були зняті з озброєння протягом 1978—1983 років. Літаки, що застосовувались у В'єтнамі, було закамуфльовано, а їх нижні поверхні пофарбовано в чорний колір, щоб запобігти виявленню літака за допомогою прожекторів.
GB-52DНавчальний літак, призначений для наземної підготовки екіпажів. Переобладнано 7 літаків B-52D.
JB-52DОдин літак модифікації B-52D, обладнаний для випробувань різних озброєнь (Special Weapon Center).

### B-52E (Model 464-259-7)
В 1957—1958 роках побудовано 100 літаків B-52E: 42 літака на заводі Boeing Seattle (Вашингтон), серійні номери: 56-631…56-656, 57-014…57-029 і 58 літаків на заводі Boeing Wichita (Канзас), серійні номери: 56-669…56-712, 57-095…57-138. Двигуни 8 × J57-PW-19W. Модифікація мала вдосконалене прицільно-навігаційне обладнання, яке після доопрацювання використовувалося в наступних моделях, систему дозаправлення в повітрі та оборонну турель M3 з 4×12,7 мм кулеметами. Літаки могли використовувати ракети AGM-28 Hound Dog. Перший політ зробив в грудні 1957 року. У 1959—1963 роках літаки були модернізовані за проєктом Big Four, аналогічно модифікації B-52C. Бомбардувальники B-52E були зняті з озброєння протягом 1967—1968 років.
GB-52EНавчальний, для наземної підготовки екіпажів. Переобладнано 2 літаки B-52E.
NB-52EЗагалом було переобладнано 3 літаки B-52E для різних випробувань, зокрема, двигунів для Lockheed C-5 Galaxy. Один із них, літак із серійним номером 56-0631, був переобладнаний за програмою вартістю 6,02 мільйона доларів. Він був оснащений переднім горизонтальним оперенням та системою зниження навантажень та стабілізації (Load Alleviation and Mode Stabilization system (LAMS)), які дозволили знизити навантаження на конструкцію літака при польоті на малій висоті. В одному з польотів літак на 18 км/год перевищив максимально допустиму конструктивну швидкість, оскільки переднє оперення знизило на 30 % вертикальні і на 50 % горизонтальні коливання, що виникають через турбулентності в атмосфері.

### B-52F (Model 464—260)

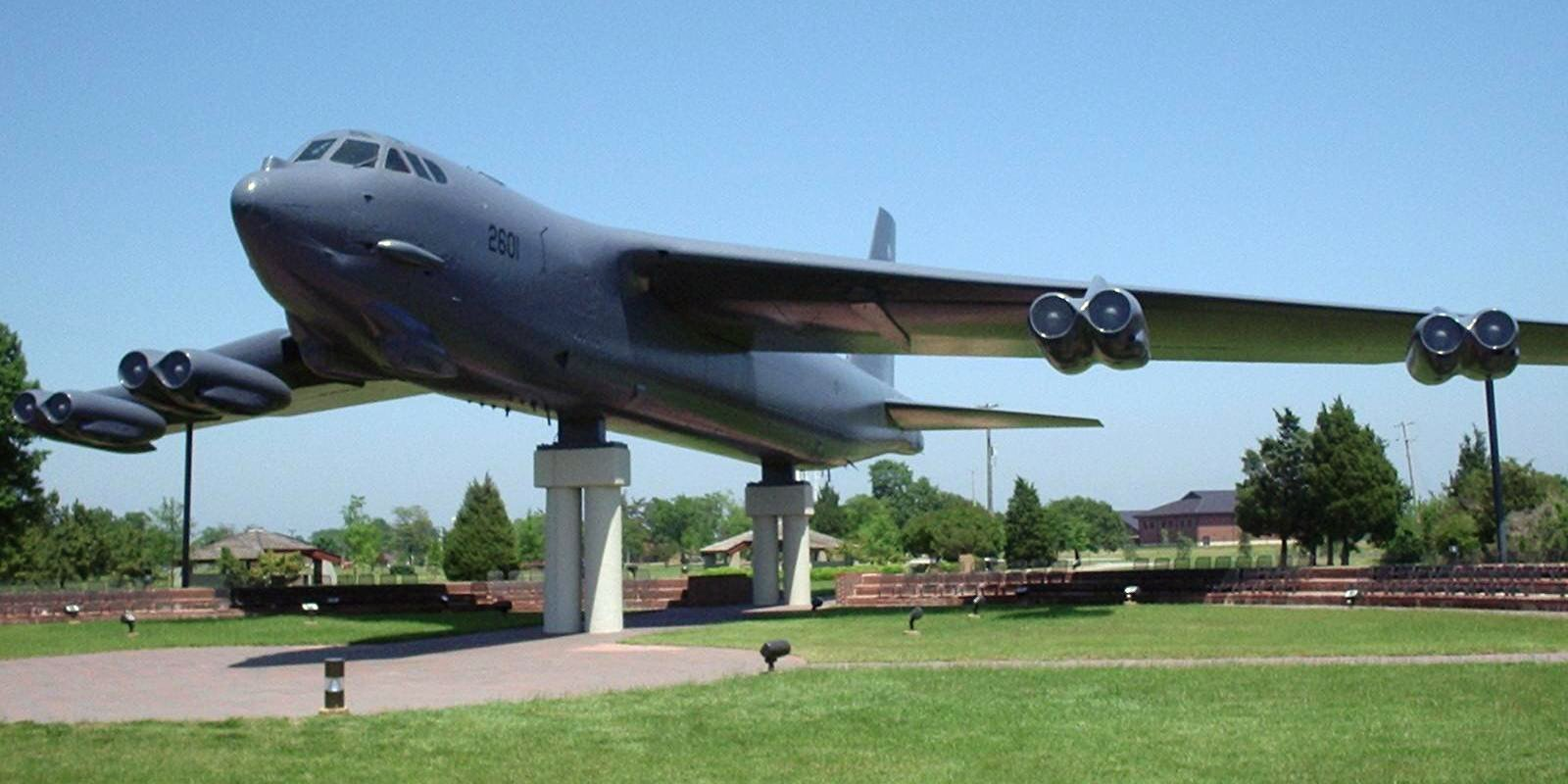
Меморіальний B-52G на авіабазі Ленглі у Вірджинії.

Було побудовано 89 літаків в 1958—1959 роках: 44 літаки на заводі Boeing Seattle (Вашингтон), серійні номери: 57-030…57-073 та 45 літаків на заводі Boeing Wichita (Канзас), серійні номери: 57-139…57-183. Двигуни 8 × J57-PW-43WA, з тягою по 5080 кгс (зі вприскуванням води 6240 кгс). Літак отримав нові двигуни з поліпшеною системою впорскування води і новими генераторами змінного струму. Перший політ здійснив в червні 1958 року. На B-52F виявилися проблеми, пов'язані з недостатньою герметичністю паливних баків, які були усунуті в процесі модифікацій Blue Band, Hard Shell та QuickClip. У 1959—1963 роках літаки були модернізовані за проектом Big Four, подібно модифікації B-52C. Модернізації South Bay та Sun Bath дозволили нести додатково 24×340 кг бомб на зовнішній підвісці, були дообладнані 28 і 46 літаків відповідно. Модернізовані бомбардувальники застосовувалися у війні у В'єтнамі. Бомбардувальники B-52F були зняті з озброєння протягом 1967—1973 років.
GB-52FНавчальний літак для наземної підготовки екіпажів. Було переобладнано 3 літаки B-52F. До кінця 1978 року списані.
XB-52GДослідний зразок із новими крилами та двигунами, був переобладнаний один літак модифікації B-52A.

### B-52G (Model 464—253)
Було збудовано 193 літаки в 1958—1961 роках на заводі Boeing Wichita (Канзас), серійні номери: 57-6468…57-6520, 58-0158…58-0258, 59-2564…59-2602. Двигуни — 8 × J57-PW-43WA. Модифікація була розроблена з метою продовжити термін служби літаків B-52 до прийняття на озброєння надзвукових бомбардувальників Convair B-58 Hustler. Спочатку планувалося повністю переробити крило та встановити нові двигуни Pratt & Whitney J75. Однак ці зміни були відхилені через побоювання зниження темпів виробництва, проте літак отримав деякі нововведення. Найбільш помітним стало використання нового «мокрого» крила з інтегральними паливними баками, що значно збільшило кількість палива. Максимальна злітна вага зросла на 17 235 кг. Під крилом були розміщені два зовнішні паливні баки по 2650 л кожний. Замість елеронів для керування з крену літак отримав інтерцептори. На B-52G вкоротили на 2,4 м кіль, збільшили бак для водометанолової суміші до 4540 л і об'єм носової частини фюзеляжу. Кормовий кулеметник отримав катапультоване крісло та робоче місце в основній кабіні разом з екіпажем.
Згідно з концепцією «Battle Station» члени екіпажу, які відповідають за наступальні дії (командир, другий пілот і два оператора бомбардувально-навігаційної системи на нижній палубі) були розміщені обличчям вперед за напрямком польоту, а відповідальні за оборону (оператор станції РЕБ і кулеметник на верхній палубі) розміщені обличчям назад. Літак оснастили системою РЕП Kwail. Перший політ B-52G зробив 13 лютого 1959 року, в той же день надійшов на озброєння САК. Днем раніше з Стратегічного авіаційного командування США був списаний останній B-36, зробивши САК оснащеним лише реактивними літаками.
У 1959—1963 роках літаки були модернізовані за проектом Big Four, аналогічно модифікації B-52C. У 1971—1977 роках на всі B-52G були встановлені оптико-електронні оглядові системи AN\ASQ-151, озброєння було доповнено 20 ракетами AGM-69 SRAM. У 1981—1990 роках за програмою OAS у всіх літаків модернізували радіоелектронні системи. У 1984—1990 роках 99 бомбардувальників B-52G були обладнані як носії 12 крилатих ракет AGM-86B на підкрильних пілонах. 1985 року літаки отримали приймачі супутникової навігаційної системи NAVSTAR. В 1988 році 7 літаків B-52G були переобладнані в протикорабельні, озброєні 12 протикорабельними ракетами AGM-84 на зовнішній підвісці, мінами або ракетами AGM-142 Raptor. 1994 року B-52G були зняті з озброєння та практично всі знищені відповідно до договору про скорочення і обмеження стратегічних наступальних озброєнь СРСР-США. Окремі екземпляри збереглися в музеях і як пам'ятники на деяких авіабазах.
GB-52GНавчальний літак для наземної підготовки екіпажів. Переобладнано 3 літаки B-52G.
JB-52GЛітаки модифікації B-52G, які були переобладнані для різних випробувань. Всього було оновлено більш як 6 бомбардувальників.
YB-52HДослідний зразок з двигунами TF33-PW-1, був переобладнаний один літак модифікації B-52G.

### B-52H (Model 464—261)

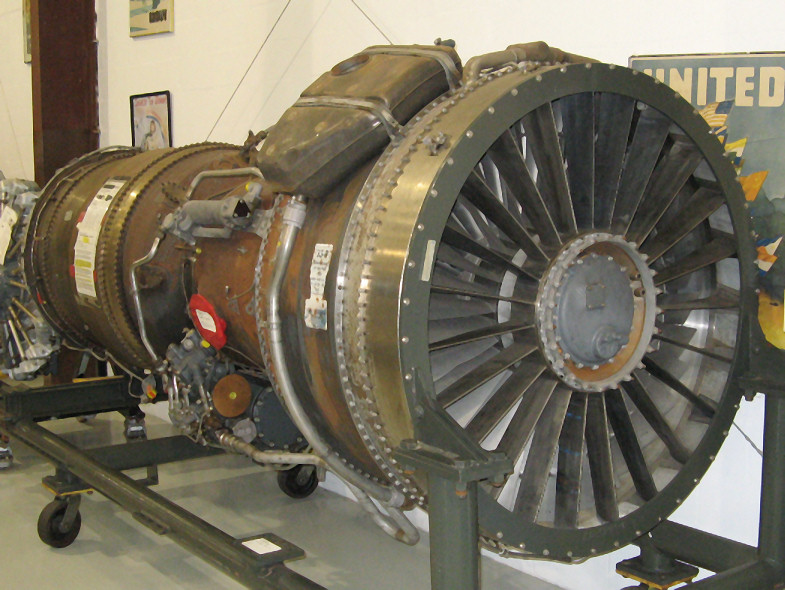
Двигун Pratt & Whitney TF33

В 1960—1962 роках було побудовано 102 літака на заводі Boeing Wichita (Канзас), серійні номери: 60-0001…60-0062, 61-0001…61-0040. Двигуни 8 × TF33-PW-1, з тягою 7710 кгс. B-52H мав ті ж конструктивні зміни, що й B-52G. Однак літак отримав нові двоконтурні двигуни TF33-P-3, які незважаючи на недостатні показники надійності були економнішими турбореактивних J57. Втім у 1964 році за програмою Hot Fan двигуни були замінені на надійніший варіант TF33-PW-3/103. Літак отримав покращене бортове обладнання і нову систему РЕБ, була встановлена нова система керування оборонним вогнем. Кулеметна кормова вежа була замінена на одну шестиствольну 20 мм гармату M61 Vulcan (які в 1991—1994 роках були зняті). B-52H став носієм чотирьох балістичних ракет AGM-48 Skybolt.
Перший політ B-52H відбувся 10 липня 1960 року, прийнятий на озброєння 9 травня 1961 року. 1963 року літаки були модернізовані за проектом Big Four, аналогічно модифікації B-52C. У 1971—1977 роках на всі B-52H були встановлені оптико-електронні оглядові системи AN\ASQ-151, озброєння було доповнено 20 ракетами AGM-69 SRAM. У 1981—1990 роках за програмою OAS у всіх літаків модернізували радіоелектронні системи, було встановлено новий прицільно-навігаційний комплекс AN\ASQ-176. У 1984—1990 роках 96 бомбардувальників B-52H були обладнані як носіїв 12 крилатих ракет AGM-86B на підкрильних пілонах, протягом 1988—1993 озброєння цих літаків було посилене 8 ракетами AGM-86B на внутрішньофюзеляжній пусковій установці. На початку 90-х років на озброєння літаків надійшли ракети AGM-129А (всього 12+8 ракет). 1996 року існував проект переоснащення літаків чотирма англійськими двигунами Rolls-Royce RB211 534Е-4 з тягою по 19400 кгс, однак пропозицію реалізовано не було. 2007 року літаки оснастили підвісним контейнером тепловізійної системи переднього огляду та лазерного наведення Lightening.
Це єдина модифікація B-52, що залишається на озброєнні ПС США.
EB-52HПроєкт літака РЕБ на базі бомбардувальника B-52H, не реалізований.
JB-52HЛітаки модифікації B-52H, переобладнані для різних випробувань. Всього було переобладнано понад 5 бомбардувальників.
NB-52HБомбардувальник B-52H з серійним номером 61-0025 переобладнаний на дослідницький для НАСА.
B-52H CEM (Conventional Enhancement Modification)В 1993—1998 роках 47 літаків B-52H були оснащені універсальними вузлами підвіски для коректованих авіабомб JASSM, JDAM, JSOW та WCMS, третім комплектом РЕП AN/ALQ-172 (V) замість кормової гарматної установки, системою GPS, інерціальною навігаційною системою SPN/GEANS на лазерних гіроскопах, новими тепловізійною та низькорівневою телевізійними системами переднього огляду. 18 бомбардувальників також отримали на озброєння протикорабельні ракети AGM-84, 10 — ракети AGM-142 Raptor.
B-52H CCJ (Core Component Jammer)Літак РЕБ з потужним джерелом перешкод для захисту винищувачів з дальніх дистанцій. Початок розробки — червень 2008 року.
Всього було побудовано 744 бомбардувальники B-52. Останній B-52H з серійним номером 61-0040 покинув стіни заводу 26 жовтня 1962 року.

## Озброєння
| Набори озброєнь B-52H            |                                    |                            |
| Ядерне                           | Звичайне                           | Високоточне                |
| 20 ALCM (12 зовні)               | 51 CBU-52 (27 всередині, 18 зовні) | 18 JDAM (12 зовні)         |
| 12 SRAM (зовні)                  | 51 CBU-58 (27 всередині, 18 зовні) | 30 WCMD (16 зовні)         |
| 12 ACM (зовні)                   | 51 CBU-71 (27 всередині, 18 зовні) | 8 AGM-84                   |
| 2 B53 (всередині)                | 30 CBU 87 (6 всередині, 18 зовні)  | 20 AGM-86C CALCM           |
| 8 B61 Mod11 (300 кТ) (всередині) | 30 CBU 89 (6 всередині, 18 зовні)  | 8 AGM-142 Popeye (3 зовні) |
| 8 B83 (1,2 МТ) (всередині)       | 30 CBU 97 (6 всередині, 18 зовні)  | 18 AGM-154 JSOW (12 зовні) |
|                                  | 51 M117 (340 кг)                   | 12 AGM-158 JASSM (зовні)   |
|                                  | 18 MK20 (зовні)                    |                            |
|                                  | 51 MK36                            |                            |
|                                  | 8 MK41                             |                            |
|                                  | 12 MK52                            |                            |
|                                  | 8 MK55                             |                            |
|                                  | 8 MK56                             |                            |
|                                  | 51 MK59                            |                            |
|                                  | 8 MK60 (CAPTOR)                    |                            |
|                                  | 51 Mk62                            |                            |
|                                  | 8 Mk64                             |                            |
|                                  | 8 Mk65                             |                            |
|                                  | 51 Mk82 (227 кг)                   |                            |
|                                  | 18 Mk84 (907 кг) (зовні)           |                            |

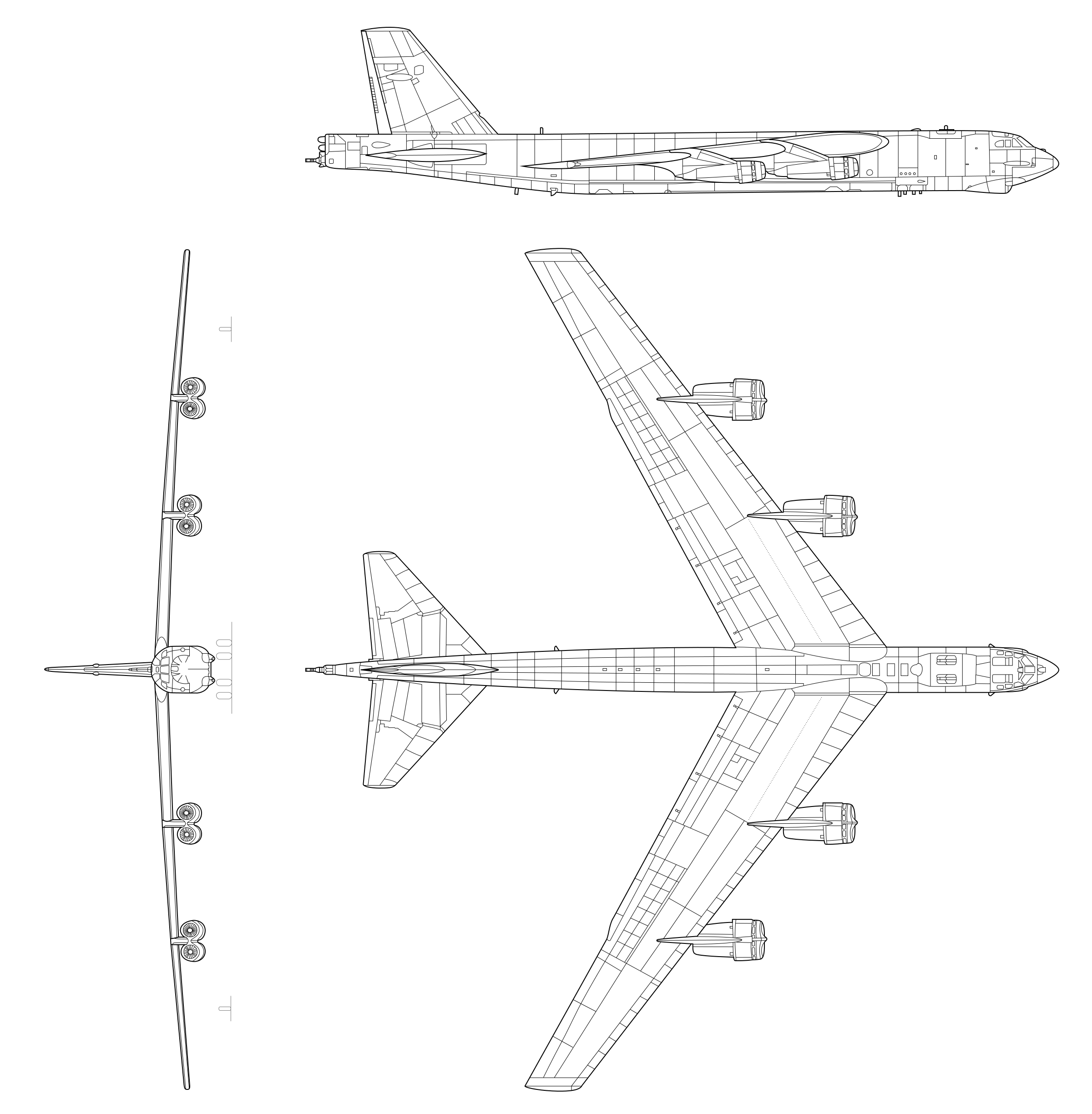
Креслення B-52

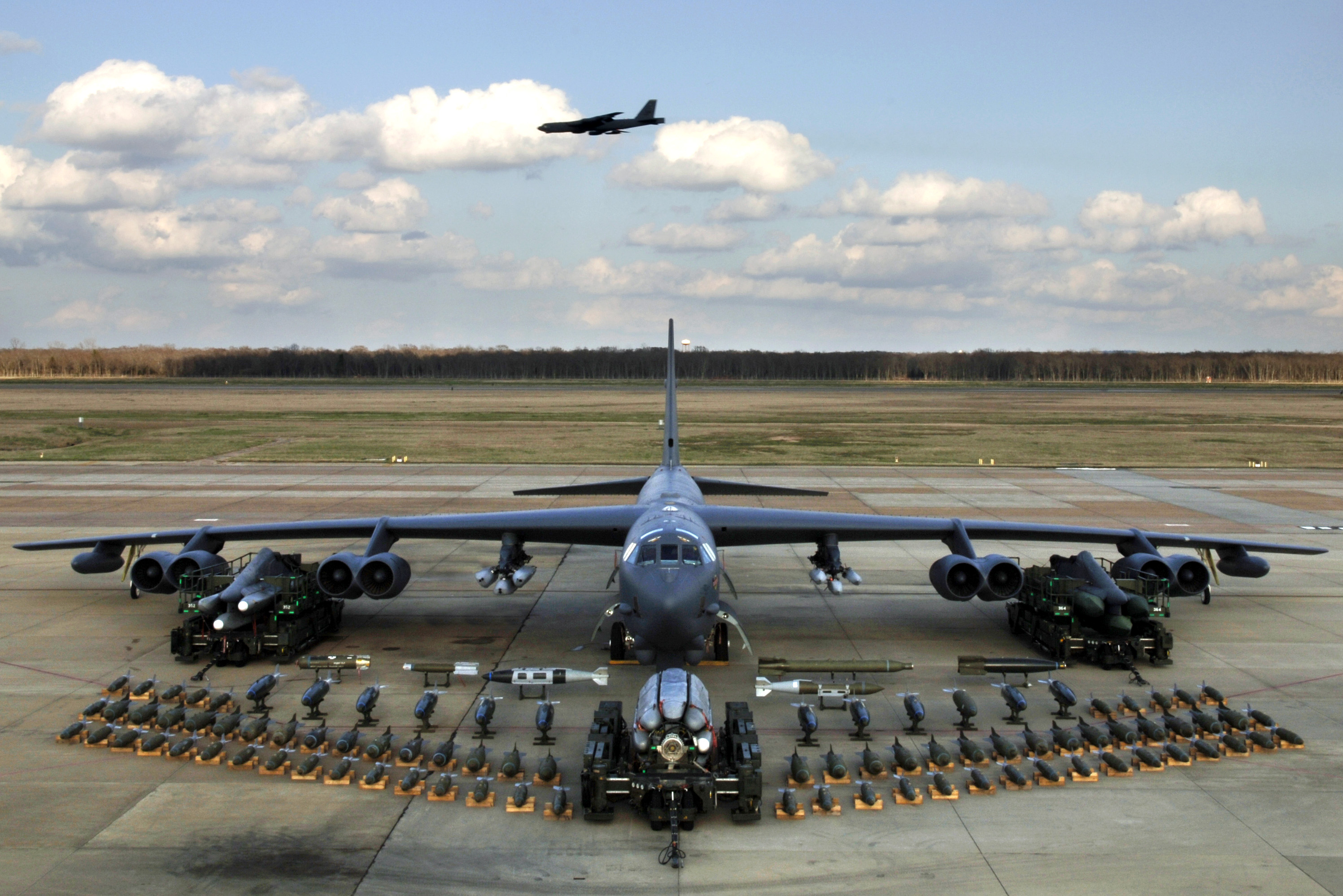
Boeing B-52H з озброєнням, Barksdale AFB 2006. Інший B-52H пролітає над ЗПС

- Усі B-52 обладнані інфрачервоною та високочутливою телевізійними системами в нижній носовій частині. Ці системи підвищують бойові можливості літака та забезпечують політ на малій висоті.

### Порівняльна таблиця характеристик різних модифікацій
| ТТХ B-52 різних модифікацій   |            |             |                |                |                |                |                |                |                            |       |
| Характеристика                | YB-52      | B-52A       | B-52B          | B-52C          | B-52D          | B-52E          | B-52F          | B-52G          | B-52H                      |       |
| Технічні характеристики       |            |             |                |                |                |                |                |                |                            |       |
| Екіпаж                        | 5          | 6           | 6              | 6              | 6              | 6              | 6              | 6              | 6 (з 1994 — 5)             |       |
| Довжина, м                    | 46,53      | 47,73       | 47,73          | 47,73          | 47,73          | 47,73          | 47,73          | 48,03          | 49,05                      |       |
| Розмах крил, м                | 56,39      | 56,39       | 56,39          | 56,39          | 56,39          | 56,39          | 56,39          | 56,39          | 56,39                      |       |
| Висота, м                     | 14,72      | 14,72       | 14,72          | 14,72          | 14,72          | 14,72          | 14,72          | 12,40          | 12,40                      |       |
| Площа крила, м ²              | 371,6      | 371,6       | 371,6          | 371,6          | 371,6          | 371,6          | 371,6          | 371,6          | 371,6                      | 371,6 |
| Маса порожнього, кг           | н/д        | н/д         | 74426          | н/д            | н/д            | н/д            | 69750          | 76405          | 83250                      |       |
| Нормальна злітна маса, кг     | н/д        | н/д         | 123377         | н/д            | н/д            | н/д            | 182000         | 137272         | 120000                     |       |
| Максимальна злітна маса, кг   | 176900     | 190500      | 190500         | 204100         | 204100         | 204100         | 204100         | 221400         | 221400                     |       |
| Запас палива, л               | 147100     | 142145      | 142145         | 157285         | 157285         | 157285         | 157285         | 181815         | 181815                     |       |
| Двигун                        | 8× J57-P-3 | 8× J57-P-9W | 8× J57-P-19W   | 8× J57-P-19W   | 8× J57-P-19W   | 8× J57-P-19W   | 8× J57-P-43WA  | 8× J57-P-43WA  | 8× TF33-P-3                |       |
| Тяга, кН                      | 8× 38,7    | 8× 44,1     | 8× 46,7 (53,8) | 8× 46,7 (53,8) | 8× 46,7 (53,8) | 8× 46,7 (53,8) | 8× 49,8 (61,2) | 8× 49,8 (61,2) | 8× 75,6                    |       |
| Льотні характеристики         |            |             |                |                |                |                |                |                |                            |       |
| Максимальна швидкість, км/год | 980        | н/д         | 1014           | н/д            | 1010           | н/д            | 1050           | 1024           | 1010                       |       |
| Практична дальність, км       | 11380      | 11525       | 11525          | 12250          | 12250          | 12305          | 12400          | 14030          | 16715                      |       |
| Бойовий радіус, км            | н/д        | н/д         | 5780           | н/д            | н/д            | н/д            | 5875           | 6600           | 7210                       |       |
| Практична стеля, м            | н/д        | н/д         | 14417          | н/д            | н/д            | н/д            | 15200          | 14326          | 16765                      |       |
| Озброєння                     |            |             |                |                |                |                |                |                |                            |       |
| Оборона                       | немає      | 4 × 12,7 мм | 4 × 12,7 мм    | 4 × 12,7 мм    | 4 × 12,7 мм    | 4 × 12,7 мм M3 | 4 × 12,7 мм M3 | 4 × 12,7 мм M3 | 1 × 20 мм M61 (до 1994 р.) |       |
| Бойове навантаження           | немає      | н/д         | 19504          | н/д            | 31750          | н/д            | 19504          | 22680          | 27200                      |       |

## Аварії

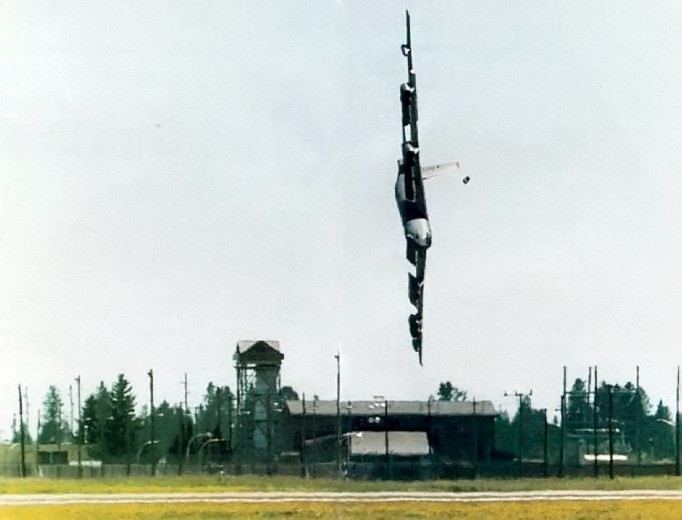
B-52H 61-0026 Czar 52, за мить до катастрофи

- 17 січня 1966 року B-52 зіштовхнувся над Іспанією з літаком-заправником KC-135. Загинуло 7 осіб. На борту літака знаходилося 4 термоядерні авіабомби; три з них були знайдені одразу ж, одна — після двомісячних пошуків[35][36]. Див. Авіакатастрофа над Паломаресом 17 січня 1966.
- 21 січня 1968 року вилетів з авіабази в місті Платтсбург (штат Нью-Йорк) літак B-52 в 21:40 за центральноєвропейським часом врізався в крижаний покрив затоки Північна Зірка (Ґренландія) за п'ятнадцять кілометрів від авіабази ПС США Туле. На борту літака знаходилося 4 термоядерні авіабомби. За деякими відомостями, 1 бомба загублена[36][37][38]. Див. Авіакатастрофа над базою Туле.
- 24 червня 1994 року на авіабазі Фейрчайлд розбився B-52, всі 4 члени екіпажу загинули[39]. Див. Катастрофа B-52 на авіабазі Фейрчайлд 24 червня 1994.
- 22 липня 2008 року в районі острова Гуам розбився бомбардувальник В-52Н, всі 6 членів екіпажу загинули[40].

## Боїнг B-52 «Стратофортресс» в Україні
22 вересня 1994 року на полтавський аеродром приземлився B-52Н у складі делегації із трьох літаків для відзначення 51-ї річниці визволення Полтави та 50-річчя човникових рейсів американських бомбардувальників, що увійшли в історію як Операція «Френтік».